# Thymus phyllopodus
Thymus phyllopodus — вид рослин родини глухокропивові (Lamiaceae), ендемік Росії.

## Опис
Листки довгасто-еліптичні, 3–10 мм, на основі клиноподібні, черешкові, базально війчасті, довго волосаті. Суцвіття головчасте; чашечка темно-бузкова, вузько дзвінчата; квітки довжиною 6–8 мм.

## Поширення
Ендемік Росії (Бурятія).